# Clion
Clion é uma comuna francesa na região administrativa do Centro, no departamento Indre. Estende-se por uma área de 33,59 km². Em 2010 a comuna tinha 1 033 habitantes (densidade: 30,8 hab./km²).